# Lindolfo Collor
Lindolf Leopold Boeckel Collor, conocido como Lindolfo Collor (São Leopoldo, 4 de febrero de 1890 — Río de Janeiro, 21 de setiembre de 1942), periodista y político brasileño. 
Fue el primer ministro de Trabajo del gabinete de Getúlio Vargas.
Su nieto, Fernando Collor de Mello, fue presidente de Brasil de 1990 a 1992.
La localidad de Lindolfo Collor (Rio Grande do Sul) lo homenajea.